# 라자르 죄르지

라자르 죄르지

라자르 죄르지(헝가리어: Lázár György, 1924년 9월 15일 이셔세그 ~ 2014년 10월 2일 부다페스트)는 헝가리의 정치인이다. 1975년 5월 15일 포츠크 예뇌가 해임된 뒤부터 새 총리로 임명되었으며 1987년 6월 25일까지 헝가리의 총리를 역임했다. 1988년 정계에서 은퇴했다.